# Église Saint-Nicolas du Rœulx
L'église Saint-Nicolas, est un édifice religieux catholique sis au centre du village (et commune) du Rœulx en Région wallonne de Belgique, dans la province de Hainaut. Construite en 1869 l'église actuelle - de style néogothique - est la dernière d'une série dont la première fut édifiée au XIIe siècle. 

## Histoire

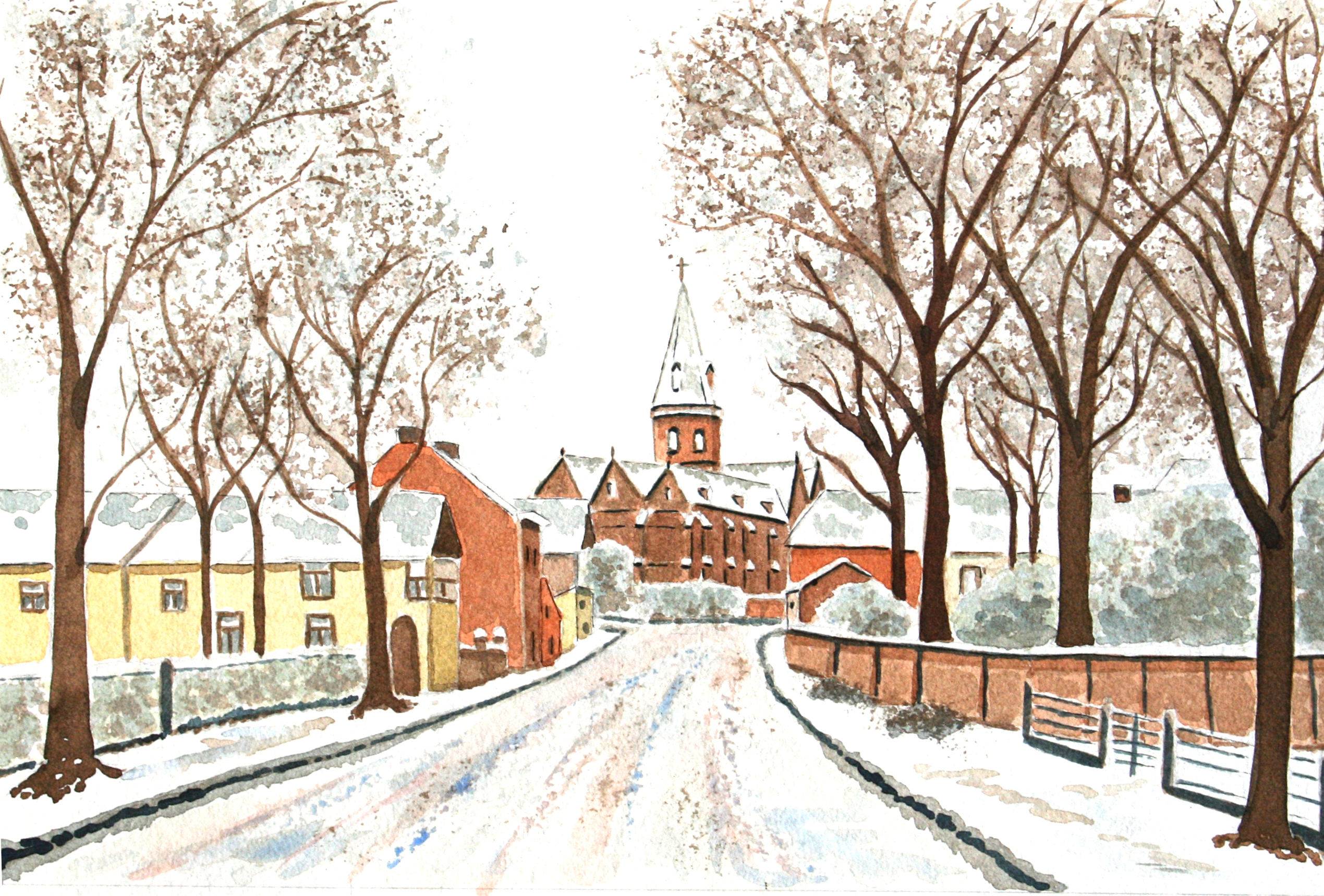
L'église Saint-Nicolas; aquarelle de Marie-Claire Lefébure (2009).

Des documents anciens attestent la présence d'un église dès le XIIe siècle. Elle est plusieurs fois restaurée ou reconstruite au cours des siècles, lorsque endommagée par des guerres ou accidents (incendies...) ou simplement délabrée. D'après les documents historiques on relève de nombreux conflits avec l'abbaye prémontée Saint-Feuillien qui était proche et devait veiller à son entretien et financement.  
La construction de l'église actuelle - en style néogothique - fut achevée en 1869. Bâtiment de trois nefs égales (genre 'église-halle') prolongée de trois chœurs et surmontée, à la croisée du transept d'une tour-clocher octogonale l'église se trouve exactement là où avaient été construites les précédentes. Sa réalisation fut en grande partie financée par les Princes de Croÿ.  L'église a été restaurée deux fois au cours du XXe siècle. 
Par de nombreux aspects l'église a des liens avec la famille de Croÿ dont le château lui est voisin. Au XIXe siècle le prince de Croÿ imposa la construction d'une tribune destinée à la famille princière ainsi qu’une chapelle privée qui est toujours visible à gauche du chœur. De nombreuses dalles funéraires de membres de la famille princière attestent également de ces liens historiques.

## Patrimoine
- Parmi les nombreuses dalles funéraires de la Famille de Croÿ : une pierre tombale datant de 1404 (la plus vieille pierre sculptée du Roeulx) est encastrée dans le mur à proximité de l’entrée ouest de l’édifice : elle représente une scène religieuse. Il n’est pas impossible qu’elle provienne de l’ancienne abbaye prémontée (dont des vestiges subsistent dans le domaine des princes de Croÿ).
- La colonne de marbre du lutrin en forme d’aigle qui se trouve dans le chœur de l’église proviendrait également de l'abbaye. L’aigle lui-même, par contre, date du début du XXe siècle.
- L’autel dédié à saint Feuillien avec statue et la châsse contenant une de ses reliques (la mâchoire inférieure). Avec une maquette de l'ancienne abbaye Saint-Feuillien du Rœulx.
- Dans le 'trésor liturgique' de l'église: un superbe ostensoir datant de 1542 (qui appartenait à l’abbaye Saint-Feuillien).

## Adresse
- Place de la Chapelle, 7070 Le Roeulx, Belgique